# Bisboeckelera vinacea
Bisboeckelera vinacea là một loài thực vật có hoa trong họ Cói. Loài này được Standl. mô tả khoa học đầu tiên năm 1914.